# اردک‌ماهی زشت

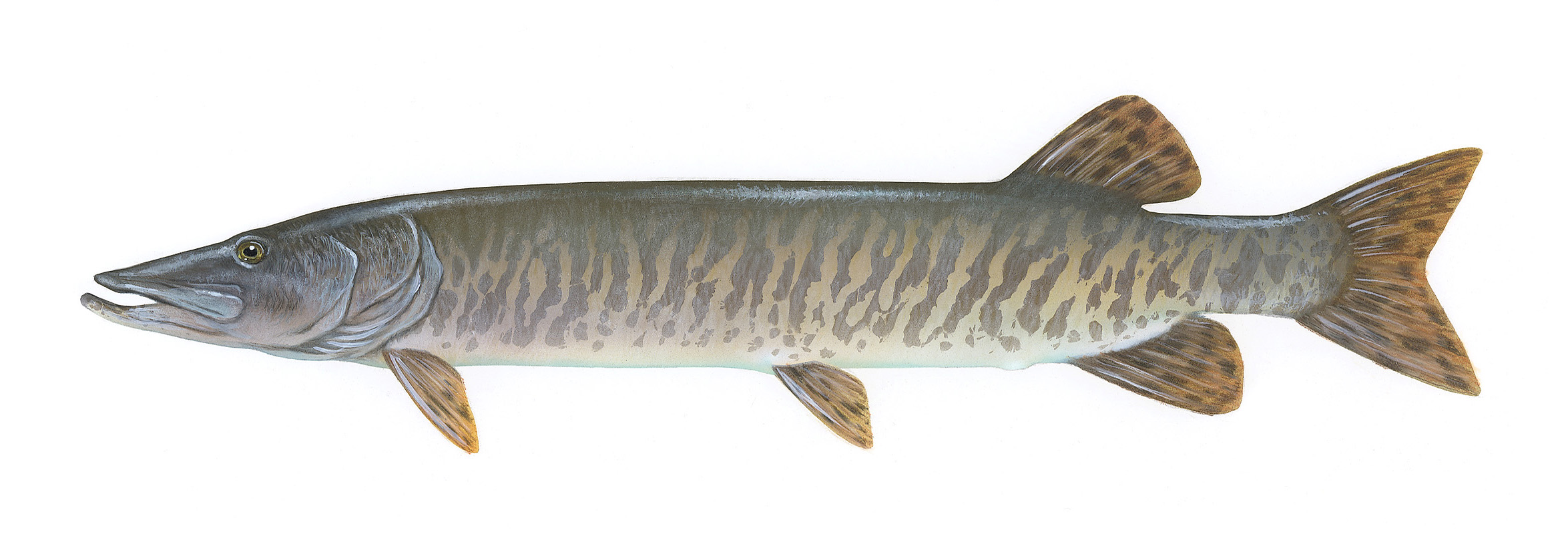
اردک‌ماهی زشت از ماهیان بومی آب‌شیرین آمریکای شمالی است. این ماهی از سرده اردک‌ماهی است و از نمادهای ایالت ویسکانسین محسوب می‌شود.

اردک‌ماهی زشت (نام علمی: Esox masquinongy) نام یک گونه از سرده اردک‌ماهی است.